# Polygrammodes flavidalis
Polygrammodes flavidalis là một loài bướm đêm trong họ Crambidae.